# Stachanorema contra
Stachanorema contra är en urinsektsart som beskrevs av Christiansen och Bellinger 1980. Stachanorema contra ingår i släktet Stachanorema och familjen Isotomidae. Inga underarter finns listade i Catalogue of Life.